# Fumetto Nero
El Fumetto Nero (historieta negra) es un importante hito en la historia del cómic italiano que comenzó en 1962 con Diabolik.

## Historia
Cuenta la leyenda que Angela Giussani, esposa del editor Gino Sansoni, tenía en mente crear una historieta para su pequeña editorial: Astorina. En su comienzo, la Astorina publicó las historietas de Big Ben Bolt, protagonizadas por un boxeador. Pero un día, Giussani se encontró en un tren un viejo libro de Fantômas, y tuvo la idea de crear un escurridizo criminal, maestro de camuflaje. Así, en noviembre de 1962 se distribuyó el primer número de una serie que todavía continúa. El teórico Oscar Masotta decía en 1970 que:

Diabolik ha alcanzado cifras topes de ventas y ha dado lugar a muchas imitaciones, como Kriminal, Satanik, Demoniak, que
exageran sin duda la amoralidad y que invaden hoy el mercado francés.

Satanik, sin duda una de las más importantes, es obra del guionista Max Bunker y el dibujante Magnus. Otras series destacadas son Gesebel, Zakimort, creada por Pier Carpi, Sadik, Jnfernal, Jena, Fantasm y muchas más, aunque sólo las primeras son dignas de atención, dado que los otros títulos fueron cancelados después de unos pocos números.
Durante los años 60 hubo una gran cantidad de procesos contra este género, considerado pseudoliteratura, con acusaciones de plagio. Además, se sostenía que los álbumes, excepto Diabolik, tenían escenas obscenas según la mentalidad de la época, por lo que hubo numerosos secuestros judiciales. En 1974, Kriminal y Satanik «murieron», y Diabolik permaneció como el único héroe, sin ser sus actos y deseos afectados por la moralidad, a diferencia de Superman, Spider-Man y los distintos héroes que usan sus superpoderes para el bien de la sociedad. En 1986, el Fumetto Nero renació con Dylan Dog, que refleja los aspectos oscuros de Satanik.

## Características
Estas historietas fueron impresas en formato de bolsillo. Todos estos personajes, excepto Zakimort, tuvieron como nombre un adjetivo que elimina la vocal final y sustituye una «c» por una «k». A todos los personajes se les adjudica un compañero (Eva Kant a Diabolik, Lola Hudson a Kriminal, y diferentes personajes a Satanik) y un oponente fijo (Ginko, Milton y Trento).

Delante: sentado, Dennis Cobb - Agente SS018; de pie: Mister-X, Dany Coler, Diabolik, Satanik, Kriminal y Zakimort. Detrás: L'Uomo Ragno (el Hombre Araña), Jnfernal, Killing, Fantax, Genius, Sadik y Demoniak.